# Río Paraíba do Sul
El río Paraíba do Sul, o simplemente Paraíba, es un río que corre por el sudeste de Brasil, uno de los principales ríos de los estados de Minas Gerais, Río de Janeiro y Sao Paulo. Fluye de oesnoroeste, a partir de su fuente en el cruce de los ríos Paraitinga y Paraibuna, en el estado de São Paulo, hasta desaguar en el océano Atlántico, en São João da Barra, cerca de Campos. Marca la frontera natural entre río de Janeiro y São Paulo, atravesando la mesorregión de Norte Fluminense. Tiene una longitud, incluida una de sus fuentes, el Paraitinga, de 1.120 km y drena una amplia cuenca de 56.500 km².

## Geografía

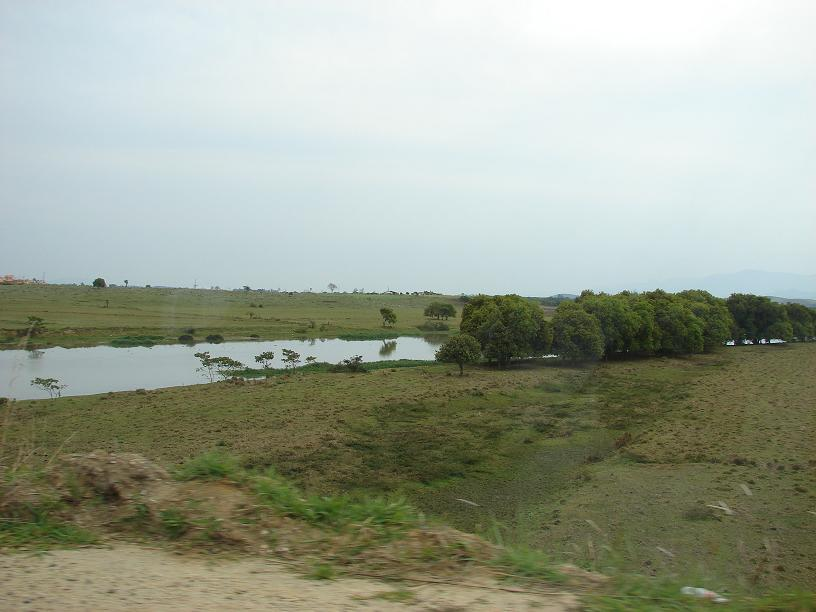
El río en las cercanías de Cachoeira Paulista.

La cuenca del río Paraíba do Sul, está ubicada entre las latitudes 20°26′ y 23°39′ S y las longitudes de 41° y 46°30′ O y cubre un área de unos 56 500 km², distribuidos en los tres estados por los que discurre el río.
El río Paraíba do Sul se forma por la confluencia del río Paraibuna (103 km) y el río Paraitinga, con un total de 1.150 kilómetros de viaje desde la fuente del río Paraitinga, en el municipio de Areias, en el estado de São Paulo, hasta su desembocadura en el océano Atlántico, en São João da Barra, en el estado de Río de Janeiro. 
Sus principales afluentes son los ríos Jaguar, Piraí, Piabanha (80 km), Dois Rios, Pirapetinga (100 km), Pomba (305 km) y Muriaé (250 km) (con su subafluente el Carangola, de 130 km). Los dos últimos son los más largos y se sumen en el río principal a 140 km y 50 km de la boca, respectivamente. 

## Economía
La cuenca del río Paraíba do Sul está ubicada en un territorio totalmente humanizado, siendo las principales actividades económicas los sectores industrial, agrícola y ganadera. La Mata Atlántica original se mantiene en parques y reservas forestales, mientras que el propio río tiene su propio curso acondicionado por los sucesivos dique construidos para la producción de electricidad y abastecimiento de agua para las ciudades del Valle de Paraíba y de la región metropolitana de Río de Janeiro. Su estado ecológico es crítico, con bancos fangosos y el 40 % de su caudal desviado hacia el río Guandu después de cruzar la frontera entre São Paulo y Río de Janeiro. Sus aguas se utilizan también para la industria. 
La región del Valle de Paraíba Fluminense fue la primera gran región productora de café en Brasil, con una economía basada en grandes propiedades agrícolas y mano de obra esclava. Pronto, el café se propagó, llegando a la parte superior del Paraíba do Sul y los valles de sus principales afluentes de la margen izquierda (región de la Zona de la Mata). Con el paso del predominio de la producción de café al «Nuevo Oeste Paulista», se produjo un estancamiento económico que fue compensado por el proceso de industrialización iniciado por la instalación de la empresa siderúrgica nacional. El valle se ha convertido en una de las mayores regiones industriales del país. La industria se concentra en la parte superior del valle, pero conectada con el corredor ferroviario que conecta la ciudad de Río de Janeiro con São Paulo.

## Navegación
Actualmente sólo dos secciones del río son navegables:  
- La parte inferior, entre la boca y São Fidelis (Río de Janeiro), de unos 90 km. Cuenta con una pendiente de 22 cm/km. Hay incipiente navegación llevada a cabo por pequeñas embarcaciones que transportan principalmente materiales de construcción a la ciudad de Campos.
- La sección media alta, entre Cachoeira Paulista y Guararema, de unos 280 km. A pesar de la pequeña pendiente de 19 cm/km, la navegación está restringida a las embarcaciones turísticas.

En otros lugares la navegación se ve dificultada por varios obstáculos, cascadas, rápidos, secciones con gran pendiente y diversas obras hidroeléctricas sin canales. Otros factores que obstaculizan la navegación son la existencia de puentes de carreteras y ferrocarril, la proximidad de carreteras y ferrocarriles en la ribera y la localización de varias ciudades en sus orillas. 

## Centros de población
El Valle de Paraíba es muy fértil y siempre ha sido una región relativamente densa de la población. Las principales ciudades situadas en o cerca del río son las siguientes:
- Estado de Río de Janeiro:
  - Barra do Piraí;
  - Barra Mansa;
  - Campos dos Goytacazes, centro de una rica zona de cultivo de caña de azúcar;
  - Vassouras, sitio de un respetada universidad agrícola;
  - Volta Redonda, sede de la primera industria siderúrgica de Brasil;
- Estado de São Paulo:
  - Aparecida, lugar de peregrinación más famoso de Brasil por las apariciones marianas;
  - Guaratinguetá
  - São José dos Campos, industria de alta tecnología y sede de Embraer, fabricante de aviones de Brasil;
  - Taubaté, sede de plantas de Volkswagen y Ford;
- Estado de Minas Gerais:
  - Além Paraíba;
  - Estrela Dalva;
  - Juiz de Fora, importante ciudad en la fabricación del río Paraibuna, uno de los principales afluentes del Paraíba.